# Andreas Bohnenstengel
Andreas Bohnenstengel (München, 1970. június 9. –) német fotós és képzőművész. Münchenben él és dolgozik.

## Élete
Bohnenstengel 1991-ben kezdődött a Münchner Merkur regionális napilap sajtófotósaként. Ezt követően olyan magazinokért dolgozott, mint Der Spiegel, Stern és mások. 2004-től fotózást tanult például a Ravensburg-i Schule für Gestaltung-nál. Fogalmi munkáiban a társadalom jelenségeit tárgyalja. Bohnenstengel műveit a berlini Deutsches Historisches Museum állandó gyűjteményében tartják.

## Díjak
- 1995: Medienpreis für Sozialfotografie[7]
- 1996: Kodak European Gold Award[8]
- 1997: Die 100 besten Plakate des Jahres 1997. Poster: Glückskinder[9]
- 1999: Auszeichnung Deutsche Städtemedien, Kulturplakat des Monats[10]
- 2001: Nikon Photo Contest International[11]

## Kiállítások

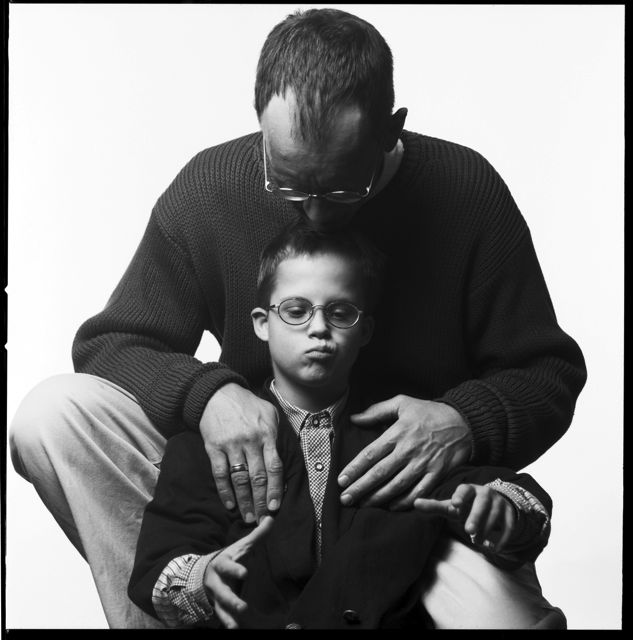
Andreas Bohnenstengel: Down-szindrómás emberek - apa és fiú, 2000. A könyv és a kiállítás munkája Ich bin anders als du denkst

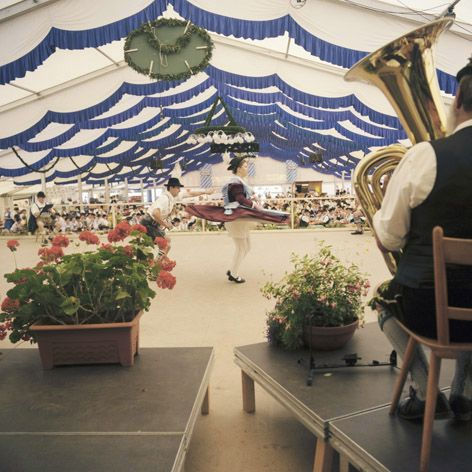
Gaudirndldrahn. A "homeland" sorozatból készült fotózás' A kiállításon látható Pressefoto Bayern 2001, Maximilianeum München

- Július 1993: Gewalt: In der Welt habt ihr Angst. Kiállítás a menedékkérőkről a 25. német evangélikus egyház közgyűlésén, München[15]
- Augusztus 1993: Eine Bühne für das Alter. Idős emberekről szóló kiállítás, nyugdíjas otthon "Maria Eich" Krailling[16]
- Szeptember 1993: Flüchtingscontainer.  Kiállítás a "Fremde Heimat München" kultúrfesztiválon, a menedékház életének sorozatával, München[17]
- December 1993:  Willkommen im Würmtal . Egyéni kiállítás a menedékkérőkről, Gräfelfing[18]
- Szeptember 1997: Alt und Jung. "Régi és Fiatal" - Kiállítás részvétel és első díj,  Aspekte Galerie  Gasteig, München[19]
- November 1997: Glückskinder. Egyéni kiállítás Seidlvilla, München[20]
- Október 1998: Kiállítás részvétel a  1. Schömberger Fotoherbst - Fesztivál a klasszikus filmekért és reprodukciókért , Schömberg (Schwarzwald)[21]
- Október 1999: Ich bin anders als du denkst. Egyéni kiállítás a Down-szindrómás fiatalokról, Pasinger Fabrik, München. Túraútvonal 30 helyszínen[22]
- December 1999: Der fremde Blick. Egyéni kiállítás a transzkulturális találkozásokról, a kultúrközpontról Unna[23]
- June 2000: Es ist normal Verschieden zu sein. Touring kiállítás 40 éves Lebenshilfe, München és más helyszíneken
- Február 2001: Werkschau. Csúsztassa a vetítést a Kunstpark Ost, München[24]
- Október 2001: ALTerLEBEN. Egyéni kiállítás a fogyatékkal élő, idős emberekről, a Vereinigung für Jugendhilfe Berlin e.V. 30. évfordulója alkalmából.[25]
- Október 2001: Kiállítás részvétel a  4. Schömberger Fotoherbst - Fesztivál a klasszikus filmekért és reprodukciókért , Schömberg (Schwarzwald)[26]
- December 2001: Brauchtumspflege in Bayern: Gaupreisplatteln.Kiállítás részvétel és díj "Pressefoto Bayern 2001", Maximilianeum München[27]
- Június 2002: Photo installáció Augenblicke, Regensburg és más helyszíneken[28]
- Október 2002: Menschen mit Down-Syndrom begegnen. Egyéni kiállítás a "Zentrum für natürliche Geburt" -on, Münchenben. A Touring kiállítás kezdeten[29]
- Október 2002: Augenblicke. Egyéni kiállítás a "Galerie der Gegenfüßler der IG Medien in ver. Bayern" -nél, München[30]
- May 2003: Habe Hunger und kein Bett. Részvétel egy hajléktalansággal foglalkozó művészeti és társadalmi projektben, Pasinger Fabrik, München[31]
- Július 2003: Menschen mit Down-Syndrom begegnen. Egyéni kiállítás a Bayerischen Sozialministeriumban, a fogyatékkal élők európai évének egy része
- Augusztus 2005: 24 Stunden im Leben der katholischen Kirche, Kiállítás a Köln Világ-Ifjúsági Napon[32]
- Január 2008: Treffpunkt Leben. Jung und Alt im Austausch. (Az  sfg-Ravensburg  design tanulóinak támogatása, mint előadói kiállítás és könyv). Seniorenzentrum St. Vinzenz, Wangen im Allgäu[33]
- November 2014: Kein Ort, nirgends?. Egyéni kiállítás a  Tagungshaus  -on Helmstedt a "Kriegsenkel e.V" konferencián.[34]
- Március 2015: Kriegsenkel. Egyéni kiállítás a "Spirituelles Zentrum St. Martin" -nál, München[35]
- Június 2015: Von Rössern, Reitern und Händlern: Der Roßmarkt damals. Photo installáció Viehhof, München[36]
- Július 2017: Kunst im Viehhof - poszter verseny. Díjak a poszterhez „Feste feiern wie sie fallen“[37]
- Július 2017: Der Pferdemarkt München - Képek egy korábbi világból. Solo Kiállítás a Sendlinger Kulturschmiede, München[38]